# Cronologia de la prehistòria d'Escòcia

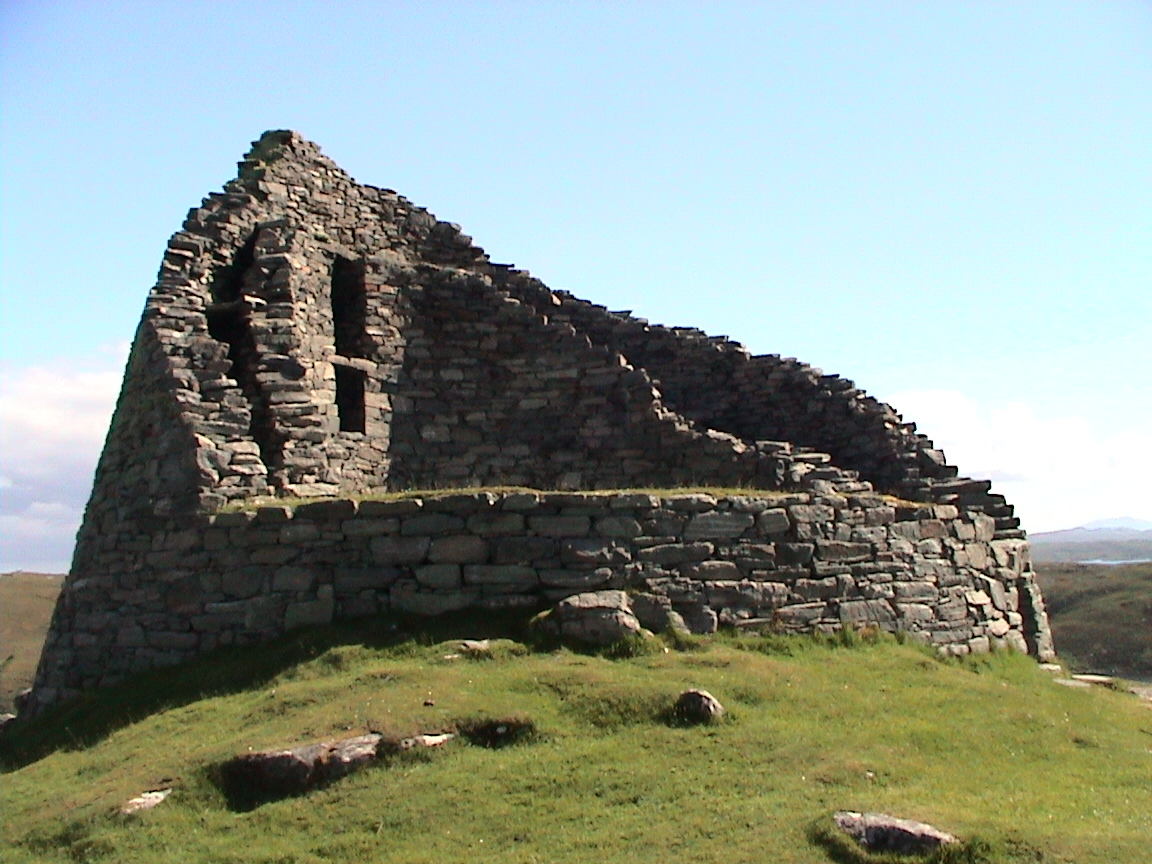
Ruïnes del broch de Dun Carloway, a les Illes Hèbrides, de l'edat del ferro. Se'n conserva gran part de l'estructura de doble mur, i les marques de les diferents plantes i, en contra del que sembla, se sap que no era una construcció militar o defensiva

Aquesta cronologia de la prehistòria d'Escòcia és una llista ordenada d'importants jaciments arqueològics d'Escòcia i les seues illes més properes, i dels fets més importants que han afectat els seus habitants i la seua civilització durant l'època prehistòrica. La prehistòria d'aquest país acaba amb l'arribada dels romans al sud, al segle i, i l'inici dels registres escrits. Els jaciments arqueològics i els fets inventariats no en són pas tots, sinó els exemples més primerencs o notables del seu tipus.
Encara no s'han trobat proves de presència humana, de neanderthal o d'Homo sapiens, durant els interglacials del Plistocè. Els primers senyals d'éssers humans en aquest país es produeixen després que el gel se n'enretiràs en l'XI mil·lenni abans de la nostra era. De llavors ençà, el paisatge d'Escòcia s'ha alterat severament per la mà humana i les forces naturals. Al principi, el nivell mitjà de la mar era més baix que ara, a causa de la gran quantitat de gel que restava acumulada en terra. Això significava que l'arxipèlag de les Òrcades i moltes illes Hèbrides Interiors estaven unides a l'illa actual de Gran Bretanya i aquesta, al seu torn, a l'Europa continental. Gran part de l'actual mar del Nord també fou terra ferma fins a després del 4000 abans de la nostra era. El banc Dogger, per exemple, era part d'una gran península unida al continent europeu, coneguda com a Doggerland. Això feia que viatjar fins a l'oest i el nord del país resultàs relativament fàcil per als humans primerencs. La posterior pujada isostàtica de la Terra provocà que ara hi haja moltes platges aixecades al voltant de l'actual Escòcia i que el càlcul de les línies de costa postglacials siga complex.
Molts jaciments arqueològics que s'esmenten en aquest article són a les Terres Altes i a les illes. Això és perquè les poblacions modernes en aquestes regions són relativament escasses i, per tant, hi ha hagut poca pertorbació de l'entorn. Gran part de la zona també té una gruixuda capa de torba que conserva fragments de pedra, tot i que les condicions àcides tendeixen a dissoldre els materials orgànics. Hi ha també moltes restes importants a l'arxipèlag de les Òrcades, on l'arena i les terres de conreu predominen. La tradició autòctona indica temor i veneració alhora per aquestes antigues estructures, i això degué contribuir a preservar-les.
Diferenciar els períodes de la història humana és una tasca complexa. El Paleolític va durar fins a la retirada dels gels; el Mesolític fins a l'adopció de l'agricultura i el Neolític fins que començà la metal·lúrgia. Aquests fets poden haver-se iniciat en diferents moments en diferents parts del país. Alguns jaciments abasten llargs períodes i les diferències entre el neolític i els períodes posteriors no són pas clares.

## Cronologia
La cronologia de la prehistòria escocesa engloba jaciments arqueològics i troballes de diferent mena: restes d'habitatges, construccions funeràries, estris de diferents materials, etc. Aquesta taula mostra els codis utilitzats en la columna «Tipus» de les llistes dels períodes.
| Lletra | Tipus              | Descripció |
| ------ | ------------------ | --- |
| (H)    | Os                 | Material humà o animal, incloent-hi els ossos, les dents i petxines, examinats amb tècniques zooarqueològiques |
| (A)    | Ambientals         | Successos naturals, com ara geològics i climàtics                                                              |
| (C)    | Fonaments          | Terra remoguda, restes de fusta o pedra treballada                                                             |
| (M)    | Metall             | Metall manufacturat per humans com ara eines, joies, etc.                                                      |
| (O)    | Materials orgànics | El material mort d'organismes que hi van viure                                                                 |
| (E)    | Ceràmica           | Fragments d'atuell trencat; artefactes complets rarament                                                       |
| (P)    | Pedra              | Eines de pedra, pedres emprades com a material de construcció, menhirs o pedres naturals característiques      |

### Paleolític
Escòcia continuava sota una glacera quan les pintures rupestres dels bisons d'Altamira es van crear a la península Ibèrica, circa 14000 abans de la nostra era. Els éssers humans començaren a poblar Escòcia durant l'actual interglacial Flandrian (Holocè), i l'assentament va començar-ne molt més tard que al sud d'Europa per les condicions climàtiques adverses del nord. Fins ara, només hi ha un jaciment que mostra l'habitació humana del Paleolític superior a Escòcia.
| Data (ae) | Ubicació | Detalls | Tipus | Imatge |
| 12000     | Biggar   | Objectes de sílex trobats a Howburn Farm, prop d'Elsrickle, el 2005, però no s'han datat fins al 2009. Podrien pertànyer a partides de caça | (P)   |        |

### Mesolític
El molt limitat registre arqueològic proporciona pocs indicis que la civilització a Escòcia es trobàs amb societats en vies de desenvolupament al sud durant aquest període de millora del clima. Algunes troballes, però, indiquen la presència de relativament grans i ben organitzades societats de caçadors-recol·lectors. No hi ha jaciments d'enterrament mesolítics descoberts a Escòcia fins hui.
| Data (ae)    | Ubicació             | Detalls | Tipo      | Imagen |
| 10800        | Islay                | Una punta de fletxa de sílex trobada en un camp prop de Bridgend, potser relacionada amb la fi de l'oscil·lació d'Allerod, un període relativament temperat entre c. el 12000 i el 11.000 ae. L'única troballa d'Escòcia per datar aquest període mesolític | (P)       | |
| 11000 – 9640 | Tot Escòcia          | Durant el període fred de l'estadial Loch Lomond no s'ha trobat evidència d'activitat humana a Escòcia | (A)       | Tres registros de proporción de 018 que muestran claramente que el evento Dryas Reciente interrumpe la fase de calentamiento hace aproximadamente 12 700 años (valor más negativo indica menor temperatura).                      |
| 8500         | Cramond              | Les restes d'un campament temporal amb més de tres mil objectes (amb 300 eines de pedra i bocins) | (O, P)    | |
| 8240         | South Queensferry    | La «casa més antiga» d'Escòcia és un oval de 7 m de diàmetre trobada al 2012 prop d'Edimburg. Degué ocupar-se els mesos d'hivern. | (O, C, P) | |
| 7700 – 7500  | Rùm                  | Corfes d'avellana cremades i carbó microscòpic trobats a Farm Fields, Kinloch, indiquen un tipus d'assentament. Es considerava l'evidència d'ocupació més antiga fins al jaciment de Cramond (2001).                                                        | (O)       | Kinloch en la cabecera de Loch Scresort, Rùm. Esta área ha proporcionado dos sitios de comienzos del Mesolítico. Una vista desde una elevación sobre los campos cultivados y un bosque mixto de coníferas y árboles caducifolios. |
| 7500 i 5500  | Applecross           | Un sambaqui i abric rocós a Sand, Wester Ross. L'estret interior i l'entorn de l'illa de Raasay s'estudien per trobar assentaments mesolítics a Escòcia. Les dues dates de Sand indiquen un període intermedi d'abandó                                      | (H, P)    | Bahía Sand y el Inner Sound. El abrigo rocoso en Sand es un importante sitio mesolítico. |
| 6700         | Colonsay             | Un clot amb milers de corfes d'avellana carbonitzades, totes del mateix any, en una platja elevada d'Staosnaig. A prop, s'usaren clotets per torrar-les | (O)       | Playa sin nombre en Staosnaig, isla Colonsay. En una terrazada de esta isla se encontró una acumulación de cáscaras de avellana inmensa así como los sitios donde fueron tostadas.                                                |
| 6500         | Skye                 | Un abric rocós i un sambaqui a An Corran d'Staffin, potser relacionat amb Sand. Conté alguna eina de pedra | (O, P)    | En los acantilados de la isla de Skye, cerca de la bahía de Staffin hay un abrigo rocoso que ha proporcionado objetos del Mesolítico.                                                                                             |
| 6500         | Islay                | Objectes de pedra, amb 250.000 llesques de sílex a Bolsay | (S)       | |
| 6500 – 5500  | Rùm                  | Un poblet costaner sobre Loch Scresort amb clots per a estaques, que suggereixen estructures com tendes de campanya | (C, O)    | |
| 6000         | Jura                 | Tres pedras d'una llar i traces d'ocre roig, que són l'estructura de pedra més antiga fins ara | (S)       | Una playa en Oronsay, viéndose Jura al fondo. Ambas islas han producido evidencias de asentamientos humanos mesolíticos. |
| 6000         | Inundacions costeres | Els relliscaments d'Storegga crearen un tsunami de 25 m sobre el nivell normal de la marea alta. S'han trobat mostres d'inundacions per tota la costa, sobretot al nord i est                                                                               | (A)       | Los números amarillos indican la altura de la ola del tsunami según los sedimentos recientemente estudiados. |
| 5300 – 4300  | Oronsay              | Cinc sambaquis amb gran quantitat de petxines, amb espines de peix, banyes i restes humanes. Els sambaquis semblen acabats segons un ritme estacional | (H)       | Conchas, huesos, espinas, etc. recogidos en los conchales de Oronsay. La vitrina es del Kelvingrove Art Gallery and Museum de Glasgow.                                                                                            |

### Neolític
Els descobriments del Neolític a Escòcia representen un canvi radical respecte les societats de caçadors-recol·lectors anteriors. Durant aquest període les societats complexes evolucionen i creen estructures importants. L'evolució no és pas lineal i els avanços arquitectònics són sovint seguits per períodes d'estancament o reculada. Balbridie, per exemple, només és igualat per altres dos jaciments trobats fins ara a Escòcia, a Kelso i a la vall del riu Forth, i tots dos són molt diferents de les troballes anteriors i de les estructures monumentals de pedra posteriors. No hi ha edificis de fusta d'una grandària semblant fins a època de les invasions saxones, uns quatre mil anys després. Els grans monuments neolítics de les Òrcades s'edificaren al mateix temps del sorgiment de la cultura egípcia antiga, més de 500 anys abans de la Gran Piràmide de Quèops i quasi un mil·lenni abans que les pedres de Sarsen i Stonehenge.
| Data (ae)   | Ubicació        | Detalls | Tipo   | Imagen |
| 3900 – 3200 | Aberdeenshire   | Casa de fusta Balbridie. Té 26 m de llarg i 13 d'ample, i potser un sostre de 10 m d'alt. Hi podien viure 50 persones. El llac Braeroddach mostra l'evidència més primerenca de pasturatge, datada del 3780 ae | (C, O) | Pradera en el sitio arqueológico de Balbridie. |
| 3700 – 2800 | Papa Westray    | Knap de Howar, alqueria neolítica, fins ara la casa més antiga conservada del nord d'Europa, on aparegueren peces de ceràmica de tipus d'Unstan. Fou habitada durant 900 anys. | (E, P) | Frente de las estructuras de Knap de Howar. |
| 3600        | Meikleour       | Cursus Cleaven Dyke, una estructura única a Escocia, i el túmul allargat de Herald Hill | (P)    | El cursus Cleaven Dyke discurre entre los bosques del norte de Meikleour.                                                                                            |
| 3500 – 2500 | West Lothian    | A Cairnpapple Hill hi ha bols de ceràmica i destrals de pedra que indiquen rituals al principi de l'ocupació. S'hi construí un gran henge un mil·lenni més tard. | (E, P) | Foto aérea del cairn y del henge que conforman Cairnpapple Hill. |
| 3500 – 2000 | Illes Òrcades   | Ness de Brodgar (al 2003), prop del llac Harray, conté proves de cases, lloses de pedra decorades, una paret de pedra amb fonaments de 4 m d'ample i un gran edifici de 25 m de llarg i 20 d'ample descrit com una «catedral» neolítica.                                                                                                 | (E, P) | Excavaciones en Ness de Brodgar, donde se ha descubierto una gran construcción neolítica.                                                                            |
| 3400        | Illes Shetland  | Scord de Brouster, a Walls, conté sis o set camps i 3 cases circulars de pedra que contenien les primeres fulles d'aixada trobades fins ara a Escòcia | (S)    | Una de las viviendas circulares encontradas en Scord de Brouster. |
| 3200 – 2800 | North Uist      | Eilean Dòmhnuill a Loch Olabhat podria ser el primer crannog d'Escòcia. La fase final s'assembla a Knap de Howar | (P, S) | Calzada a Eilean Dhomhnaill en Loch Olabhat. |
| 3200 – 2950 | Illes Òrcades   | Barnhouse, grup de cases amb una que podria servir per a reunions comunals | (P)    | Una de les cases de l'assentament de Barnhouse. Al fons es poden apreciar les pedres de Stenness.                                                                    |
| 3100 – 2500 | Illes Òrcades   | Skara Brae són 10 cases, el poblat neolític del nord d'Europa més complet | (O, P) | Interior de una de las viviendas de Skara Brae. El poblado está junto a una playa.                                                                                   |
| 3150        | South Ronaldsay | La Tomba de les Àguiles és un cairn amb corredor on trobaren 16.000 ossos humans i 725 d'ocells, sobretot de pigarg cuablanc. Estigué en ús durant 800 anys o més. | (O, P) | La Tumba de las Águilas es un cairn con cámara, al cual se accede por un estrecho corredor y dentro, como se observa en la fotografía, hay distintos compartimentos. |
| 3100        | Illes Òrcades   | Les Roques de Stenness són 4 menhirs restants del que fou un cercle amb un henge, el major de 5 m d'altura | (P)    | Los menhires que quedan en pie del antiguo crómlech de Stenness. |
| 3000        | Argyll          | La Vall Kilmartin conté 350 restes neolítiques i de l'edat del bronze en 10 km de radi. Hi ha cercles de pedres (Temple Wood i Ballymeanoch), cairns, petròglifs de marques de cassoletes i anells, el turó amb el Fort Dunadd, etc. | (P)    | Temple Wood, uno de los sitios de origen neolítico del valle Kilmartin.                                                                                              |
| 3000?       | Hirta           | Bocins de ceràmica de l'estil Hèbrides i una pedrera d'eines de pedra a Mullach Sgar. Fulles de pedra d'aixada, moles i ganivets Skaill trobats en un cleit, construcció típica en paret seca, usat de magatzem a la badia Village. Data entre 3500 i 1500 ae                                                                            | (E, P) | Un cleit en la bahía Village, construcción típica de la isla Hirta.                                                                                                  |
| 3000 – 2500 | Westray         | A Links de Noltland una figura en forma de rombe es trobà el 2009, coneguda com l'Esposa de Westray (Weatray wife) i potser siga d'entre el 3000 i 2500 ae. Es considera la primera representació humana d'Escòcia. La cara té dos punts per als ulls, celles espesses i nas llarg. Un patró de plecs al cos podria representar la roba. | (P)    | Westray Wife, la primera representación humana conocida en Escocia.                                                                                                  |
| 2900–2600   | Illa de Lewis   | Les Pedres de Callanish són un dels cromlecs millor conservats d'Escòcia. Els 13 menhirs d'entre 1 i 5 m d'altura formen un cercle de 13 m de diàmetre, on hi ha un cairn. A la rodalia hi ha més cromlecs, menors i pitjor conservats.                                                                                                  | (P)    | Piedras de Callanish, un crómlech rodeando un cairn y varias avenidas flanqueadas por piedras.                                                                       |
| 2700        | Illes Òrcades   | Maeshowe, un gran cairn de corredor amb cambres i alineat perquè la central se n'il·lumine en el solstici d'hivern. Saquejat pels vikings, que hi deixaren una gran col·lecció d'inscripcions rúniques | (P)    | Dibujo de la tumba según se encontró, antes de reconstruir la falsa cúpula que la cubría desde su construcción.                                                      |
| 2500        | Illes Shetland  | Jarlshof és el jaciment millor estudiat de Shetland. Troballes de ceràmica del 2500, tot i que l'assentament principal és de l'edat del bronce. Un jaciment proper és del 3200 ae | (E)    | El sitio arqueológio de Jarlshof fue redescubierto en el segle xix.                                                                                                  |
| 2500        | Illes Òrcades   | Cercle de Brodgar, un cromlec de 104 m de diàmetre, compost per 60 pedres dins un vall circular de fins a 3 m de fondària i 10 d'ample. | (P)    | El anillo de Brodgar es un crómlech rodeado por una zanja de unos tres metros de profundidad.                                                                        |
| 2500?       | Hoy             | La tomba Dwarfie Stane, construïda amb un bloc enorme degres roig amb cambra central excavada. És molt diferent de la resta de poblats neolítics de les Òrcades. | (P)    | Tumba Dwarfie Stane. Un bloque con una entrada a la cámara excavada en él.                                                                                           |
| 2460        | Rùm             | L'evidència més antiga de la tala d'arbres i conreus amb arada es recuperà d'un nucli de torba prop de Kinloch | (O)    | |

### Edats del bronze i del ferro
Des del començament de l'edat del bronze fins a aproximadament l'any 2000 abans de la nostra era el registre arqueològic mostra una disminució en el nombre de nous grans edificis de pedra. Les anàlisis de pol·len indiquen que llavors els boscos augmentaren a costa de la superfície conreada. A les Illes Òrcades els enterraments ara es feien en petites cistes lluny dels grans conjunts megalítics i la nova cultura del got campaniforme hi comença a dominar. La metal·lúrgia, tant del bronze com del ferro, s'introdueix lentament a Escòcia des d'Europa durant un llarg període (al contrari que la cultura monumental neolítica, que es va estendre cap al sud des del nord d'Escòcia cap a Anglaterra). A mesura que l'edat del bronze evolucionava, la població va créixer fins a, potser, 300.000 individus en el segon mil·lenni ae. Hi havia diferències significatives entre els estils de vida dels pobles de l'edat del bronze que vivien al país. Per exemple, les troballes de Traprain Law (a prop de l'actual Edimburg) indiquen que hi hagué sacerdots i cerimònies com a l'Europa continental. D'altra banda, encara que les momificacions trobades a Cladh Hallan, a les Hèbrides Exteriors, conviden a comparacions amb Egipte, l'estil de vida senzill dels habitants d'aquest poble contrasta amb el dels contemporanis de Tutankamon, molt més sofisticat.
Durant el mil·lenni I abans de la nostra era sorgeix l'edat del ferro i es pot parlar d'una cultura celta a Escòcia, tot i que la naturalesa de la resident civilització picta i les seues predecessores immediates es mantenen enigmàtiques. El Tresor de Stirling es va trobar al 2009, i sembla el descobriment més important de la metal·lúrgia de l'edat del ferro a Escòcia.
| Data (ae)               | Ubicació       | Detalls | Tipus   | Imatge |
| 2250–1950               | Sutherland     | El Tresor de Migdale, del bronze primerenc, es trobà al Castell Skibo. Conté dues destrals de bronze; parells de polseres, polseres de turmell i braçalets; un collaret de bronze; arracades; botons d'atzabeja, etc.                                                                    | (M)     | |
| 2000                    | West Lothian   | El neolític a Cairnpapple Hill evoluciona i s'hi troben, de dates posteriors, ceràmica de l'estil del vas campaniforme del 2000 ae; sepultures en cista i tombes de l'edat del ferro o, potser, de l'era cristiana                                                                       | (E, P)  | Cistes de l'enterrament de l'Edat del Bronze en Cairnapple Hill. Aquest lloc ha estat utilitzat des del Neolític fins a l'era cristiana, durant uns 4000 anys. |
| 2000                    | Forteviot      | Una tomba en cista de l'edat del bronze amb tresors funeraris, amb restes d'un personatge important del bronze antic amb pedres de quars blanc, una daga de bronze i or, un bol de fusta i una bossa de cuir. També s'hi ha trobat sota una llosa de 4 tones, restes d'una ofrena floral | (M,P,O) | |
| 2000                    | Nairn          | Els cairns de Balnuaran de Clava són tres tombes de cambra circulars amb una vora de roca. Són el millor exemple dels 45 cairns de la comarca d'Inverness | (P)     | Un dels tres cairns de Balnuaran de Clava. Existeixen diversos subtipus: amb corredor, en anell tancat, etc. El de la foto posseeix un corredor delimitat per ortostatos. S'observa la vorada exterior de grans roques.                                                                                          |
| 2000                    | Inverness      | Una tomba de cista a Culduthel conté puntes de fletxa de sílex i un braçalet de pedra d'arquer amb claus de metall, a més d'altres objectes, dins una urna de ceràmica | (M,P,E) | |
| 2000                    | Argyll         | L'art rupestre al bosc d'Achnabreac, prop de Lochgilphead, conté algunes de les majors marques de cassoletes i anells d'Escòcia. És probable que el poblat estiga connectat amb la Vall de Kilmartin, cosa que indicaria un mil·lenni d'ús d'aquest.                                     | (P)     | Marques de cazoleta i anells en el bosc Achnabreac en una pedra tombada. Un dels tres majors conjunts de Gran Bretanya. |
| 1600–1100               | South Uist     | Cladh Hallan, l'únic jaciment escocés on s'han trobat mòmies prehistòriques: dues d'adults, una d'adolescent i una de xiquet. Les d'adults es compongueren amb esquelets de diferents individus.                                                                                         | (O, P)  | Composició dels ossos de la mòmia home adult de Cladh Troben. Blau = home adult que data de 1600 a. C., groc = home adult que data de 1500 a 1400 a. C., vermell = home adult que data de 1440 a 1360 a. C. Segons Jayd Hanna, Abigail S. Bouwman, Keri A. Brown, Mike Parker Pearson and Treni A. Brown (2012). |
| 1500? – 200             | Aberdeenshire  | La serra Bennachie té un turó , Mither Tap, amb restes de l'edat del bronze i del ferro, amb una casa de planta circular de 20 m de diàmetre i un fort de l'edat més tardana | (P)     | El pujol conegut com Mither Tap és una de les cotes majors de la serra Bennachie, i s'hi troben restes del fort de l'Edat del Ferro. |
| 1500 ae – 150 ae        | East Lothian   | Traprain Law, un castre i necròpoli de més de 16 hectàrees, centre de poder dels votadins, poble celta de la zona | (M, P)  | Traprain Law desde el Monumento Balfour. Sobre la colina existe un castro y lugar de enterramiento. |
| 1255                    | Vall del Forth | Tres parts d'una roda massissa de fusta es trobaren a Blair Drummond Moss, l'evidència més antiga de transport rodat a Escòcia. | (O)     | Rueda maciza de madera encontrada en Blair Drummond. Primera evidencia de transporte rodado en Gran Bretaña. |
| 1159±                   | Islàndia       | Una erupció del volcà Hekla causà un declivi dels conreus i potser va minvar la població a mitjan bronze. La producció d'estris va disminuir, però la d'armes cresqué, cosa que indica un període de gran inestabilitat                                                                  | (A)     | Erupción del volcán Hekla en 1980. Una erupción de este volcán en 1159 a. C. pudo haber diezmado las poblaciones de la Edad de Bronce en Escocia. |
| 1000                    | Melrose        | El castre al cim d'Eildon Hill té 5 km de muralla i pogué arribar a una població d'entre tres mil i sis mil habitants | (O)     | Eildon Hill, un pico triple y un castro con cinco kilómetros de muros. |
| Mil·lenni I ae          | Skye           | Les restes del castre Dun Ringill, de l'edat del ferro, són semblants a un broch com a un poblat de cases de planta circular de tipus atlàntic | (P)     | Entrada al castro de la Edad de Hierro conocido como Dun Ringill. |
| 800 a. C. y en adelante | Illes Shetland | L'assentament principal de Jarlshof conté una forja, un poblat en forma de timó (wheelhouses) i un broch posterior. Fou habitat fins a l'època dels vikings | (E, P)  | Fragua en Jarlshof. Junto a esta se han encontrado varias viviendas con forma de timón (wheelhouses). |
| 800                     | Perthshire     | Un tresor d'objectes de bronze en una torbera de Corrymuckloch, amb tres caps de destral, una fulla d'espasa i un cullerot. La cullera és una mostra única a Escòcia | (M)     | |
| 700 – 500               | Argyll         | La Dea de Ballachulish, una figura femenina de grandària natural en fusta de roure, amb macs de quars com a ulls es trobà sota una estructura de vímet la torbera de Ballachulish. L'alt nivell de conservació indica que fou submergida deliberadament                                  | (O)     | |
| 600 ?                   | Ross-shire     | Dun an Ruigh Ruadh, a prop de Rhiroy, a l'oest de la riba sud de Loch Broom, és un exemple antic d'un poblat de cases de planta circular, precedents dels brochs | (P)     | Broch cerca de Rhiroy en la orilla sur de Loch Broom. Este semi-broch es posterior a las casas circulares del siglo VI a. C. |
| 400                     | Edimburg       | Un carro de guerra funerari trobat a Newbridge, al 2001, conegut com la Carrossa de Newbridge, el primer trobat a Escòcia | (M)     | |
| 300                     | Skye           | Les restes del pont d'una lira a la Cova Higl Pasture és la troballa d'un instrument de corda més antiga d'Europa occidental | (O)     | |
| 200                     | Kirkcudbright  | La testera i banyes de poni de Torrs, tres enigmàtiques peces de bronze, amb decoració sofisticada en estil celta (de La Tène), del 200 ae | (M)     | Testera de pony con cuernos. No hay acuerdo si los cuernos son un añadido posterior. El material es bronce y se encuentra profusamente decorado. |
| 100 ?                   | Mousa          | Broch de Mousa, del període final dels brochs, del qual resten 13 m d'altura i n'és el millor exemple existent, úniques al nord i oest d'Escòcia. El broch Dun Carloway de l'illa de Lewis també data d'un període similar                                                               | (P)     | El broch de Mousa es el mejor conservado de estas estructuras de doble muro, con cámara entre ellos y por la que se podía circular. No eran fortificaciones ya que no disponen de ningún elemento defensivo. |
| 100                     | Stirling       | El Tresor de Stirling conté quatre torques d'or, elaborats entre el 300 i 100 ae i soterrats deliberadament en l'antiguitat | (M)     | Los cuatro torques que conforman el tesoro de Stirling. |

## Jaciments de data incerta
Alguns jaciments importants encara no tenen datació, i són difícils de situar en el temps. D'altres contenen elements de molts períodes diferents la història dels quals encara no ha estat pas desxifrada o elements en què el període i la ubicació no són fàcilment reconciliables. Hirta i Burghead poden datar dels Anys obscurs, uns quatre segles o més després de l'arribada dels romans i el començament de l'era històrica.
| Ubicació      | Detalls | Tipus     | Imatge |
| Mar del Nord  | Un rascador de sílex, trobat en un nucli d'una perforació del fons marí entre Noruega i les Illes Shetland. La zona seria sobre el nivell del mar entre 16000 i 8000 ae, però l'eina també podria haver caigut per la borda d'una nau en una data posterior | (M, O, P) | |
| Assynt        | Les troballes a les coves Inchnadamph indiquen depredació humana de linx nòrdic, os bru, guineu àrtica i ren. Potser el jaciment fos de finals del Paleolític, tot i que la datació por carboni dona un càlcul de 6000 ae                                   | (M, O, P) | Cuevas Inchnadamph. Las entradas a varias pequeñas cuevas en la base del acantilado de roca. En la hierba se observan las marcas de los caminos de entrada.                                       |
| Moray         | Molts objectes de diferents èpoques a Culbin Sands, entre Forres i Nairn feia que al segle xix la «cerca de fletxes» fos un passatemps habitual. 29.500 articles mostra el Museu Nacional d'Escòcia, i molts milers més se n'han perdut                     | (M, O, P) | Reserva Natural de Culbin Sands. En esta arena se han encontrado miles de objetos prehistóricos.                                                                                                  |
| Fetlar        | El mur Funzie Girt degué ser un límit, que corre de nord a sud a l'illa, probablement neolític. La divisió de l'illa pel dic fou tan marcada que els nòrdics semblaven tractar Fetlar com dues illes diferents                                              | (P)       | Dique Funzie Girt en la isla Fetlar de las Islas Shetland. Divide a la isla en dos, probablemente, desde el Neolítico.                                                                            |
| Aberdeenshire | Petroesferas o boles de pedra tallada de data incerta. També n'hi ha a les Illes Òrcades, Skye, Iona i Lewis. Les troballes d'Aberdeenshire coincideixen amb inusuals cromlecs «reclinats», cosa que indica un origen neolític                              | (P)       | Un ejemplo de bola de piedra tallada encontrada en Towie, Aberdeenshire, datado entre 3200 y 2500 a. C. La bola está decorada profusamente con ondas, círculos, espirales, puntos y otras formas. |
| Hirta         | «Estructures corniformes» a Gleann Mòr, amb la «Casa de l'Amazona». No n'hi ha res semblant a Europa i se'n desconeix la funció. Potser són pictes i daten d'entre el 400 i 900 ae, tot i que poden ser més antigues.                                       | (P)       | Una estructura conocida como Horned building (‘edificio astado’) en la St. Kilda. |
| Moray         | El pou amb cambra de Burghead es trobà al 1809. Aquesta estructura subterrània és única a Escòcia i deu ser dels Anys obscurs, o més antiga | (P)       | Entrada al pozo con cámara de Burghead, en el lado de una colina cubierta de hierba. |